# Szikipacsirta
A szikipacsirta (Calandrella brachydactyla) a madarak osztályának verébalakúak (Passeriformes) rendjébe és a pacsirtafélék (Alaudidae) családjába tartozó faj.

## Rendszerezése
A fajt Johann Philipp Achilles Leisler német zoológus és ornitológus írta le 1814-ben, az Alauda nembe Alauda brachydactila néven.

## Alfajai
- Calandrella brachydactyla brachydactyla (Leisler, 1814) – Franciaországtól az Ibériai-félszigeten keresztül Olaszországig, Romániában és a Balkán-félszigeten (feltehetően Ukrajnában és Oroszország déli részén is valamint északnyugat-Afrikában) költ, a telet Afrikában tölti;
- Calandrella brachydactyla hungarica (Horváth, 1956) – Magyarországon és észak-Szerbiában (a Vajdaság területén) költ (feltehetően dél-Szlovákiában is), a telet Afrikában tölti;
- Calandrella brachydactyla rubiginosa (Fromholz, 1913) – északnyugat-Afrikában (Marokkótól Líbiáig) valamint Máltában költ, télen Afrika délebbi területeire húzódik vissza;
- Calandrella brachydactyla hermonensis (Tristram, 1865) – dél-Törökország, dél-Szíria, északkelet-Egyiptom;
- Calandrella brachydactyla woltersi (Kumerloeve, 1969) – dél-Törökország, északnyugat-Szíria;
- Calandrella brachydactyla artemisiana (Banjkowski, 1913) – Kis-Ázsiában, a Kaukázusban és Iránban költ, a telet többnyire délnyugat-Ázsiában tölti;
- Calandrella brachydactyla longipennis (Eversmann, 1848) – Ukrajnától és dél-Oroszországtól észak-Mongóliáig valamint északkelet-Kínáig (Mandzsúria) költ, a telet többnyire dél-Ázsiában tölti;
- Calandrella brachydactyla dukhunensis (Sykes, 1832) – délnyugat-Kínában (Tibet) és közép-Kínában költ; a telet dél-Ázsiában tölti.

## Előfordulása
Dél-Európában, Észak-Afrikában, Törökországban, Ázsia mérsékelt övi területein, valamint Oroszország déli részétől egészen Mongóliáig fészkel. Kelet-Európában ritka.

### Kárpát-medencei előfordulása
Magyarországon rendszeres fészkelő, márciustól szeptemberig tartózkodik itt. Becsült állománynagysága 6-20 párra tehető (2000-2012). A hazai állomány külön alfajt alkot (Horváth 1956), amit egyes rendszerzők vitatnak.

## Megjelenése
Testhossz 13-14 centiméter, szárnyfesztávolság 25-30 centiméter, testtömeg 20-26 gramm.
Éneke verébcsiripelés-szerű, de annál sokkal gyorsabb és magasabb hangokból áll.
|  |

## Életmódja
Rovarokkal, pókokkal és csigákkal táplálkozik, valamint főleg télen magvakat is fogyaszt.

## Szaporodása
A talajra készíti el fészkét, fészekalja 3-5 tojásból áll, melyen 13 napig kotlik. A fiókák kirepülési ideje még 12-13 nap.
|  |

## Természetvédelmi helyzete
Az elterjedési területe rendkívül nagy, egyedszáma pedig ismeretlen. A Természetvédelmi Világszövetség Vörös listáján nem fenyegetett fajként szerepel. Magyarországon fokozottan védett, természetvédelmi értéke 500 000 forint forint.